# Acronicta distans
Acronicta distans là một loài bướm đêm trong họ Noctuidae.